# Bombardement de Belgrade (avril 1944)
 (avril 2008).
Si vous disposez d'ouvrages ou d'articles de référence ou si vous connaissez des sites web de qualité traitant du thème abordé ici, merci de compléter l'article en donnant les références utiles à sa vérifiabilité et en les liant à la section « Notes et références ».
Pour les articles homonymes, voir Bombardement de Belgrade.

Carte de Belgrade utilisée pour le bombardement

Le bombardement de Belgrade, effectué les 16 et 17 avril 1944, par les armées de l'air anglo-américaines, a eu lieu lors de la Pâque orthodoxe. 

## Historique
L'unité la plus importante qui a participé à ce bombardement est la 15th USAAF basée à Foggia dans le sud de l'Italie. Pour ce bombardement, 600 bombardiers de haute altitude ont été engagés. Par la suite, la ville a été bombardée à plusieurs reprises les 21 et 24 avril, le 18 mai, le 6 juin, le 8 juillet et le 3 septembre 1944. Selon des sources allemandes, 1 160 civils belgradois, 343 soldats allemands et 96 soldats italiens auraient été tués dans ces bombardements. Plus de 5 000 civils auraient été blessés. Selon des sources émanant du Gouvernement yougoslave en exil, 3 000 civils auraient été tués à Belgrade et 1 200 à Zemun.